# 圣洛朗德贝尔扎戈
圣洛朗德贝尔扎戈（法語：Saint-Laurent-de-Belzagot，法語發音：[sɛ̃ loʁɑ̃ də bɛlzaɡo]）是法国夏朗德省的一个旧市镇，位于该省南部，属于昂古莱姆区。2017年1月1日，圣洛朗德贝尔扎戈和相邻的另外4个市镇合并为新市镇蒙莫罗（Montmoreau）。

## 地理
圣洛朗德贝尔扎戈（45°23'25"N, 0°7'5"E）面积9.99 平方千米，位于法国新阿基坦大区夏朗德省，该省份为法国西部内陆省份，北起德塞夫勒省和维埃纳省，东临上维埃纳省，东南至多尔多涅省，南至多爾多涅省，西接滨海夏朗德省。
与圣洛朗德贝尔扎戈接壤的市镇（或旧市镇、城区）包括：库尔雅克、瑞尼亚克、蒙布瓦耶、蒙莫罗-圣西巴尔、圣厄特罗普、圣马夏尔、博尔、圣阿芒德蒙莫罗。

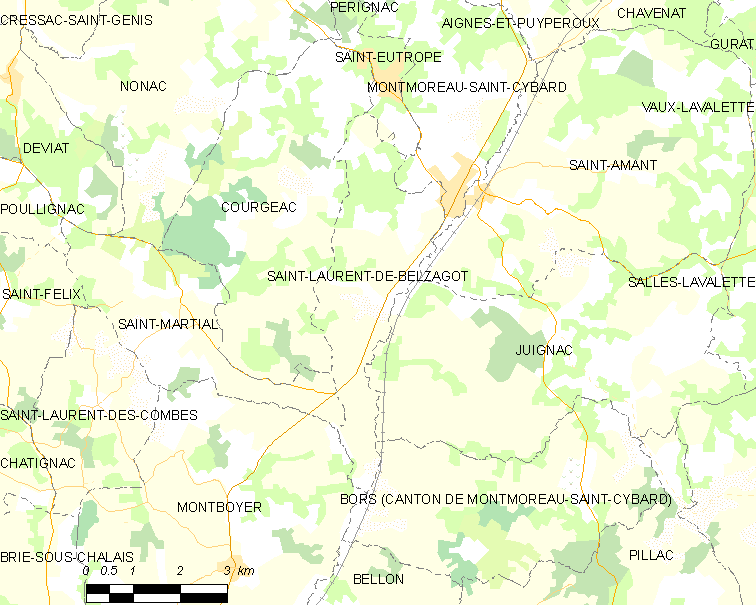
圣洛朗德贝尔扎戈的OSM定位图

圣洛朗德贝尔扎戈的时区为UTC+01:00、UTC+02:00（夏令时）。

## 行政
圣洛朗德贝尔扎戈的邮政编码为16190，INSEE市镇编码为16328。

## 政治
圣洛朗德贝尔扎戈所属的省级选区为蒂德-拉瓦莱特县。

## 人口

1962-2008年间圣洛朗德贝尔扎戈人口变化图示

圣洛朗德贝尔扎戈于2018年1月1日时的人口数量为392人。